# Necheb
Necheb of Nekheb (Koptisch: ⲛⲭⲁⲃ, Enchab) was een Oud-Egyptische stad in Boven-Egypte, aan de oostelijke oever van de Nijl, nabij het huidige El Kab aan de monding van de Wadi Hillal, ongeveer 80 km ten zuiden van Thebe. De naam verwijst naar de godin Nechbet, afgebeeld als een vale gier. In het Grieks heette de stad Eileithyias Polis, "Stad van de godin Eileithyia".
De stad lag bijna tegenover Nechen, ofwel Hierakonpolis, aan de andere kant van de rivier. Door de erosie van de rivier ligt de site nu vrijwel gelijk met de Nijl, maar volgens Somers Clarke moet de stad in haar vroege jaren ruim boven de vloedwaters gelegen hebben. De site kan worden omschreven als een baai tussen zandstenen kliffen ten noorden en ten zuiden. Dezelfde zandsteen werd gebruikt om de tempels op de site te bouwen.
De site omvat de prehistorische en oud-Egyptische nederzettingen, rotsgraven van de vroege 18e dynastie (1550-1295 v.Chr.), resten van tempels daterend van de vroege dynastische periode (3.100-2.686 v.Chr.) tot het Ptolemeïsche Rijk  (332-30 v.Chr.), en een deel van de muren van een koptisch klooster.

## Opgravingen
De site werd voor het eerst wetenschappelijk opgegraven door James Quibell aan het einde van de 19e eeuw. De eerste opgraving vond grotendeels plaats in de begraafplaats ten oosten van de stad. Daar vond Quibell een groot aantal begraven skeletten, allemaal met het hoofd naar het noorden gericht, en geen van hen gemummificeerd. Dit was de vroegste begraafplaats op de site. Bij de graven werden potten, kralen, paletten en spiegels gevonden, maar geen papyri of tekstinscripties.
Andere archeologen die tijd op deze site doorbrachten waren Frederick William Green, Archibald Henry Sayce, Joseph John Tylor, en Somers Clarke. Belgische archeologen namen het project in 1937 over, en het is sindsdien in hun handen gebleven.

## Epipaleolithicum
In 1967 ontdekte Pierre Vermeersch een reeks goedbewaarde epipaleolithische kampplaatsen. C14-gedateerd tot ca. 6.400-5.980 v.Chr, zijn dit de typesites van de microlitische Elkabian-industrie, die het hiaat in de prehistorische culturele sequentie van Egypte tussen het laatpaleolithicum (ca. 10.000 v.Chr.) en het vroegste neolithicum (ca. 5500 v.Chr.) vult.

## Oud-Egyptische periode
De ommuurde nederzetting van Necheb was een van de eerste stedelijke centra van de vroege dynastische periode. Tijdens het Nieuwe Rijk (1550-1069 voor Christus) overschaduwde het voor korte tijd de stad Nechen of Hiërakonpolis aan de andere overzijde, en werd hoofdstad van de derde nomos van Boven-Egypte. De enorme leemstenen muren, daterend tot de late periode (747-332 v.Chr.) en vermoedelijk door Nectanebo II ter verdediging gebouwd, zijn grotendeels bewaard gebleven. Ze omsluiten een oppervlakte van ongeveer 2,5 ha.
Nabij het centrum zijn overblijfselen van zandstenen tempels gewijd aan de goden Nckhbet en Thoth, voornamelijk daterend van de 18e tot 30e dynastieën (1550-343 v.Chr.). De oorspronkelijke stichting van de tempel van Nechbet gaat echter bijna zeker terug tot het late 4e millennium v.Chr.
De necropolis bevat een aantal belangrijke graven, getuigend van de vroege geschiedenis van de 18e dynastie en de hereniging van Egypte. De rotsgraven van de gouverneurs van Necheb in het Nieuwe Rijk omvatten die van Sobeknacht II, een belangrijke ambtenaar die de Thebaanse 17e dynastie redde van de vernietiging door het koninkrijk Koesj, Ahmose, zoon van Ebana, een admiraal tijdens de bevrijdingsoorlogen tegen de Hyksos-heersers (ca. 1550 BCE) en Setaoe, een priester tijdens het bewind van Ramses II (1.184-1.153 v.Chr.). De stijl van de muurschilderingen tijdens de vroege 18e dynastie anticipeert op die van de Graven der Edelen uit het begin van het Nieuwe Rijk in Thebe.

## Ptolemaïsche en Romeinse tijd
Tijdens de Greco-Romeinse periode bloeide de stad en werd bekend als Eileithyias polis (Grieks: ειλείθυιας πόλις, Latijn: Lucinae Civitas). De nederzetting bloeide voor enige tijd, maar het lijkt erop dat de stad in 380 werd gesloopt als gevolg van militaire of politieke omwentelingen. Het enige dat van de huizen overbleef was de onderste delen van de muren, maar veel van de artefacten die zich in de woningen bevonden zijn bewaard gebleven. Munten van de eerste tot de vierde eeuw werden gevonden, samen met Demotische en Griekse ostraca.